# Blackwell (Worcestershire)
Blackwell – wieś w Anglii, w hrabstwie Worcestershire, w dystrykcie Bromsgrove. Leży 23 km na północny wschód od miasta Worcester i 160 km na północny zachód od Londynu.